# Marc Leland Greenberg
Marc Leland Greenberg, ameriški jezikoslovec, univerzitetni profesor dialektolog in urednik, * 9. november 1961, Los Angeles, Kalifornija, ZDA. 

## Življenje in delo
Študiral je ruščino in leta 1983 na Univerzi Kalifornije v Los Angelesu (UCLA) z odliko diplomiral iz ruske književnosti. Na podiplomskem nivoju je študiral primerjalno slovansko jezikoslovje, magistriral je 1984 na Univerzi v Chicagu. V tem času se je učil tudi drugih slovanskih jezikov in se redno udeleževal jezikovnih seminarjev v Rusiji, Češkoslovaški, Madžarski in Jugoslaviji. Na tečaju češčine je spoznal Marto Pirnat, sedaj svojo ženo (prevedla je Zgodovinsko glasoslovje slovenskega jezika), s katero imata dva otroka. K njegovemu poglobljenemu zanimanju za slovenščino je pripomoglo dejstvo, da je Marta Slovenka, za študij dialektologije in akcentologije pa ga je navdušil Pavle Ivić, ki je v tistem času gostoval na UCLA. Doktoriral je leta 1990 z disertacijo o prekmurščini Zgodovinska analiza glasoslovja in akcentologije prekmurskega narečja (A Historical Analysis of the Phonology and Accentuation of the Prekmurje Dialect of Slovene), ki jo je napisal pod mentorstvom Henrika Birnbauma in Alana Timberlakea. Gradivo za disertacijo je zbral na terenu s finančno podporo Fulbrightove štipendije. Od leta 2000 je predstojnik Oddelka za slavistiko na Univerzi Kansasa, kjer predava zgodovino ruščine, staro cerkveno slovanščino, primerjalno slovansko jezikoslovje in sociolingvistiko (v povezavi z novimi postkomunističnimi državami Vzhodne Evrope). 
Skupaj z Markom Snojem ureja revijo Slovenski jezik/Slovene Linguistic Studies, ki izhaja od leta 1997, sam objavlja članke v mnogih uglednih znanstvenih revijah (npr. Sprachtypologie und Universalienforschung, International Journal of Slavic Linguistics and Poetics, Slavistična revija). Njegovo najbolj odmevno delo je Zgodovinsko glasoslovje slovenskega jezika (A Historical Phonology of the Slovene Language), v katerem združuje starejše raziskave zgodovine slovenskega jezika in vnaša sodobne pristope ter nove rešitve. Raziskavo za knjigo je finančno podprla ameriška ustanova Zveznega sklada za humanistiko (The National Endowment for the Humanities).                 
Učil se je mnogih jezikov, nekaj jih govori tekoče (rusko, srbsko, hrvaško, slovensko, češko), druge pa razume (nemško, francosko, albansko, finsko, madžarsko, latinsko, sanskrit, staro cerkveno slovanščino in druge sodobne slovanske jezike). Poleg tega igra renesančno lutnjo in klasično kitaro, vključno z rusko sedemstrunsko kitaro.

Za svoje delo kot profesor in slovenist je prejel več nagrad in priznanj, med njimi tudi zahvalo slovenske vlade za prizadevanje za priznanje slovenske neodvisnosti (1992), odlikovanje Ameriškega društva za učitelje slovanskih in vzhodnoevropskih jezikov (American Association of Teachers of Slavic and Eastern European Languages) za najboljše delo iz slovanskega jezikoslovja leta, dodeljeno v New Yorku leta 2002, za angleško izdajo A Historical Phonology of the Slovene Language ter leta 2005 nagrado Slavističnega društva Slovenije za izjemne dosežke na področju slovenistike ter promocijo slovenščine v ZDA in po svetu. Leta 2017 je bil izvoljen za dopisnega člana Slovenske akademije znanosti in umetnosti (SAZU), 2019 pa je prejel priznanje ambasador znanosti Republike Slovenije.
Leta 2020 je izdal angleški prevod Prekmurske slovenske slovnice (Vend nyelvtan) Avgusta Pavla, ki je nastala še 1942.

## Izbrana bibliografija
- A Short Reference Grammar of Slovene. München: Lincom Europa, 2008. ISBN 3-89586-965-1 (COBISS)
- Dialect variation along the Mura. Croatica et Slavica Iadertina, št. 1, str. 107—123. Zadar: Univerza v Zadru, 2005. (COBISS)
- Расцвет и падение взрывных в словенском языке. Вопросы языкознания, št. 1, str. 31—42. Moskva: Ruska akademija znanosti. (COBISS)
- Zgodovinsko glasoslovje slovenskega jezika. Maribor: Aristej, 2002. ISBN 961-220-036-X (COBISS) (prevod dela: A Historical Phonology of the Slovene Language. Heidelberg: C. Winter, 2000.  ISBN 3-8253-1097-3 (COBISS))
- Slovarček središkega govora (na osnovi zapisov Karla Ozvalda). Slovenski jezik/Slovene Linguistic Studies, št. 2, str. 128—175. Ljubljana: ZRC SAZU, Inštitut za slovenski jezik Frana Ramovša; Lawrence: Univerza Kansasa, 1999. (COBISS)
- (Ur.) The Sociolinguistics of Slovene (v seriji International Journal of the Sociology of Language 124). Berlin: Mouton de Gruyter, 1997. ISSN 0165-2516 (COBISS)